# Freycinetia inermis
Freycinetia inermis är en enhjärtbladig växtart som beskrevs av Henry Nicholas Ridley. Freycinetia inermis ingår i släktet Freycinetia och familjen Pandanaceae. Inga underarter finns listade.